# Deltocyathus halianthus
Deltocyathus halianthus is een rifkoralensoort uit de familie van de Deltocyathidae. De wetenschappelijke naam van de soort is voor het eerst geldig gepubliceerd in 1877 door Lindström.